# NX (program)
Siemens NX (dříve Unigraphics) je komerční CAD/CAM/CAE program pro podporu činností v konstrukci a výrobě. Umožňuje provést ideový návrh, výpočty, simulace a analýzy, modelování jednotlivých dílů i celých sestav, tvorbu výkresové dokumentace, programování NC obráběcích a měřících strojů, simulaci obrábění, kontrolu kvality, správu dat a projektů a integraci do podnikového informačního systému.
Siemens NX je moderní modulární systém s plnou asociativitou všech spolupracujících modulů, postavený nad jednotnou grafickou objektově orientovanou databází. To umožňuje souběžnou práci týmu řešitelů (Collaborative Engineering). V praxi to znamená, že již v určité fázi rozpracovanosti modelu lze současně provádět pevnostní a kinematické výpočty, případně i další analýzy a simulace. Souběžně s projektanty mohou konstruktéři zpracovávat výkresovou dokumentaci, technologové mohou připravovat NC programy. Tzv. Master Model Koncept zajišťuje jednoznačné provedení změn ve všech těchto navazujících činnostech. Znamená to, že model je určujícím prvkem, na němž jsou prováděny všechny modifikace, které se přenášejí do všech rozpracovaných aplikací.

## Historie Siemens NX
- 1969 – Softwarová společnost United Computing vyvinula software UNIAPT, který byl prvním CAM produktem na světě.
- 1973 – United Computing koupila od MGS kód programu Automated Drafting and Machining (ADAM). Tento kód byl základem produktu nazvaného UNI-GRAPHICS.
- 1975 – UNI-GRAPHICS byl přejmenován a prodáván pod obchodním názvem Unigraphics.
- 1976 – Unigraphics byl koupen společností McDonnell Douglas Aircraft.
- 1981 – Unigraphics se stal prvním řešením pro 3D modelování.
- 1991 – Společnost McDonnell Douglas prodala Unigraphics společnosti EDS, která byla v tu dobu majetkem General Motors. Unigraphics se tak stal firemním CAD systémem General Motors.
- 1996 – Byla vydána verze Unigraphics V11.0, která přinesla mnoho novinek v oblasti objemového i plošného modelování.
- 2002 – První vydání software NX, který vznikl spojením programů Unigraphics a I-deas.
- 2007 – První uvedení prvků synchronní technologie ve verzi NX 5.

## Novinky a inovace ve verzi NX 6
Systém NX 6 obsahuje synchronní technologii, má nové uživatelské rozhraní, realizované pomocí uživatelských rolí, stejně jako ve verzi NX5. Dále rozšiřuje pokrytí aplikací jednotnými uživatelskými menu napříč celým systémem takovým způsobem, aby byla zajištěna jeho konzistentnost a jednoduchá, intuitivní obsluha.
Díky zařazení radiálních menu, které současně redukují pohyby myší a umožňují uživateli mít nejčastěji používané funkce na dosah ruky, je systém NX6 připraven přizpůsobovat se uživateli v závislosti na jeho získaných dovednostech a tak neustále zvyšovat jeho efektivitu.
Maximální využití obrazovky umožňuje konstruktérovi koncentrovat se plně na daný úkol. Funkce „Full Screen mode“ umožňuje uživatelům NX 6 využít maximální plochu obrazovky. Uživatelské rozhraní spolu s panely nástrojů byly optimalizovány tak, aby zůstal zachován komfort obsluhy aplikace.
Real-time rendering. NX 6 představuje aplikaci True Shading, která nabízí uživateli možnost velmi kvalitního dynamického vykreslování vytvářených modelů spolu s odrazy, mapami prostředí, a to vše v reálném čase. Uživateli umožňuje rychlé zobrazení modelu v rámci různých prostředí a materiálů.

### Správa technických procesů NX 6
NX řešení vývoje výrobku těží též ze schopností správy dat a procesů pomocí aplikace Teamcenter. Ve verzi NX6 je integrace ještě rozšířena a nabízí komplexní přehled o struktuře a navázaných datech prostřednictvím Teamcenter Product Structure Editoru.
Podpora projektů v rámci Teamcenter. NX 6 umožňuje uživateli přiřazení dat k projektu (jednoho nebo násobného projektu) při jeho vytváření nebo ukládání. Funkce Teamcenter Navigatoru byly rozšířeny tak, aby bylo možné přiřazovat projekty různým položkám. Teamcenter Navigator může být filtrován pro zobrazení objektů vztažených k projektu, tím dochází ke zjednodušení kontextu celé konstrukce.
Podpora 4-Tier Client. Systém NX 6 nabízí i výhody řešení Teamcenter založených na architektuře 4 Tier, což je důležité převážně pro uživatele pracující v rozsáhlých sítích.
Re-use podpora. Knihovna opětovně používaných dílů, Re-use Library, umožňuje podporu průvodců aplikací Process Studio. Knihovna byla rozšířena o možnost ukládání prvků a kopírovaní geometrie pro další možné použití.
Pro urychlení výběru a umístění zajišťovacích prvků (šroubů, matic, podložek) byla do NX implementována metoda, která automatizuje průběh výběru a umísťování standardních spojů. Systém automaticky vybere z knihovny standardních dílů spoj, který nejlépe vyhovuje svou délkou a průměrem požadavkům sestavy a jako podsestavu šroubového spoje jej vloží do sestavy. Tato metoda rapidně zvyšuje produktivitu tvorby šroubových spojů v sestavě, umožňuje uživatelům jednotný postup při jejich tvorbě.
Integrace Geolus. NX6 představuje možnost vyhledávání v dostupných databázích Geolus Search. Vyhledávání může být založeno na geometrických charakteristikách, jako jsou rozměry a tvar, nebo uživatel může vytvořit hrubý obrys geometrie, která se stane podkladem pro vyhledávání podobných součástí v databázi. Výsledky vyhledávání mohou obsahovat formáty dílů NX, JT dat, nebo data jiných systémů, jako jsou např. SolidWorks nebo CATIA.
Je-li nalezena geometrie, která odpovídá požadavkům, může být zanesena do NX6. Data SolidWorks mohou být nyní otevřena přímo, a to integrovaným překladačem.
Spolu s integrací Geolus odpadá při vyhledávání nutnost opouštět prostředí NX. Znovu použitím součástí se samozřejmě zvyšuje efektivita a eliminuje jejich duplikace.

### Konstrukce a návrhy v NX 6
Okamžitá zpětná vazba při tvorbě freeform tvarů. NX6 obsahuje vylepšené nástroje tvorby křivek a povrchů, kterými se urychluje doba odezvy při návrhu komplexních tvarů.
Rychlejší reversní inženýring z povrchové geometrie. Verze NX 6 usnadňuje práci s povrchovými těly navýšením počtu možných zpracovávaných polygonů až na 20–30 milionů při použití formátu JT a odbourává tak omezení velikosti dat.
Uživatelské prostředí šité konstruktérům na míru. Zobrazení Full screen mode a rozsáhlé možnosti přizpůsobení uživatelského rozhraní rozšiřují možnosti konstruktéra a urychlují jeho práci.
Rychlejší a jednodušší analýza geometrie. Pro ověřování a optimalizaci funkční a vzhledové kvality geometrie byly do verze NX6 zařazeny nástroje zjednodušující analýzu geometrie. Urychlení kolorované mapy odchylek znamená spolu s podporou pro oříznuté povrchy a rychlou odezvou v reálném čase výrazné zvýšení výkonu v průběhu návrhu nebo postupu reversního inženýrství.
Rychlejší zobrazování. Spojením síly True Shading a dalších nástrojů pro rendering integrovaných v systému NX6 bylo dosaženo zrychlené generování realistických zobrazení výrobků. Schopnost odrazů na konstruovaném tělese a v prostředí podkladu dává vyšší stupeň realismu při revizích designu, a to v reálném čase.

### NX Design
Svoboda konstruování pomocí Synchronní technologie. Ve verzi NX6 jsou novým přístupem a komplexními nástroji rozšířeny možnosti svobody konstruování. S novými dynamickými možnostmi synchronní technologie pro úpravy a tvorbu se stává systém NX6 jednoduchým CAD pro ostatní technické profese, jako jsou výpočtáři nebo výrobní inženýři.
Okamžitá odezva při editaci geometrie. Synchronní technologie implementovaná do systému NX6 umožňuje okamžitou odezvu při editacích geometrie a tím, za podpory zjednodušeného uživatelského rozhraní, tyto úpravy znatelně zrychluje.
Podvědomý výběr vnáší do modelů chytrost. Svoboda konstruování v systému NX 6 též představuje rozšířené metody výběru, které podporují samostatné přidávání logických a geometrických závislostí, a to i na data z jiných systémů. Rozeznáním vztahů, jako je tečnost, symetrie, soustřednost a dále rozpoznáním závislostí, jako jsou například shodné díry, v reálném čase umožňuje systému provést úpravu stejně rychle, jako při běžném konstruování.
Editace ve 3D pomocí kót. Synchronní technologie rozšiřuje možnosti dynamické editace pomocí řízených kót. Kóty mohou být do modelu vloženy v jakékoli fázi a mohou být použity přímo k řízení potřebných rozměrů, nebo k zadání parametrických vztahů do modelů z jiných CAD systémů.
Využití kopírované geometrie . Pro zvýšení schopností znovu využít již jednou zkonstruovaná data, podporuje NX6 nově i proces kopírování částí modelů. Takto vytvořená data mohou být použita jednak v rámci jednoho modelu, tak i pro možné další.
Kopírovaná geometrie může být posléze v cílovém modelu přizpůsobena konstrukčnímu záměru. Může být upravena pomocí ořezání geometrie s následným zapracováním, a to za pomocí prvků jako je např. zaoblení. Tento přístup může významně redukovat konstrukční čas.
Synchronní mód (Nezávislý na historii). Pro tvorbu konceptů a rychlé modelování umožňuje systém NX6 modelovat pomocí synchronního módu, který je nezávislý na historii. Geometrie je vytvářena použitím standardních postupů, známých z NX, s tím rozdílem, že není tvořena posloupnost stromu prvků a tím odpadá nutnost překreslování modelu, byla-li provedena jeho úprava.

### Sestavy v NX 6
Při práci se sestavami roste produktivita a výkonnost. Vnášení vazeb v průběhu práce se sestavou, nebo vytváření WAVE linků, uspoří značný počet kroků. Tento postup je možný i při použití pouhé povrchové geometrie využívající formátu JT.
Dynamické řezy pro snadné revize sestavy. Rozšíření možností dynamických řezů v systému NX6 umožní uživatelům pomocí
navigačního nástroje zadat a zobrazit násobné řezy. Navíc si uživatel může zobrazit průřez v dalším samostatném okně, a to pro lepší představu zároveň s mřížkou.

### NX 6 Sheet Metal
S komplexními nástroji verze NX 6 mohou být plechové díly velice rychle vytvářeny např. jako obálka již vymodelovaných těles. Toto umožňuje uživateli vymodelovat model „prázdna“, na který je posléze nabalen plechový díl. Tento přístup může být užitečný pro různé konstrukce obsahující složité ohyby a nezvyklé podmínky ohybů.

### Výkresový modul NX 6
Nástroje rychlé tvorby výkresů. Nástroje NX 6 pro tvorbu výkresů významně redukují čas nutný pro vytvoření standardního 2D výkresu odkázaného na 3D model, ve kterém jsou obsaženy konstrukční a výrobní požadavky.
Obousměrná asociativita PMI. PMI mohou řídit model i z prostředí výkresu. To umožňuje rychlé změny "co-když" bez nutnosti opouštět výkres.
Sjednocené prostředí skicáře umožňuje uživateli vytvářet 2D skicu uvnitř výkresového modulu bez nutnosti měnit jednotné prostředí.
Samočinné tabulky děr dávají uživateli jednoduchý, automatizovaný nástroj pro tvorbu tabulek standardizovaných děr, čímž se značně urychluje proces dokumentace.

### NX 6 Product Template Studio
Maximální využití výhod parametrické konstrukce. NX Product Template Studio (PTS) podporuje opětovné využití postupů pro jakoukoliv parametrickou součást tak, že tuto součást převede na šablonu s popsanými vstupy a začleněnými kontrolními prvky. PTS vytváří uživatelské rozhraní zajišťující přehledné převedení a ověření vstupů na danou součást, čímž umožní rychlejší vývoj konstrukčních variant.
PTS šablony mohou být vzájemně kombinovány – při tvorbě systémů parametrických modelů tak lze rychle provést změny celého systému a tím položit základ pro tvorbu nové generace výrobku.

### Simulace v NX 6
V 10 různých CAE oblastech je zahrnuto více než 350 rozšíření. Tyto změny iniciovali samotní uživatelé. Sjednocené prostředí a kompletní řada robustních simulačních řešení pokrývají celou škálu potřeb nejen CAE techniků, ale i konstruktérů a inženýrů.
Simulace pro různá CAD data. Modul NX 6 Advanced Simulation umocňuje sílu Synchronní technologie svojí schopností rychlého ověření konstrukčních změn provedených na datech z ostatních CAD systémů.
Přizpůsobitelná struktura CAE uživatelského prostředí podle toho, jaký řešič MKP uživatel NX používá (např. NASTRAN, ANSYS, ABAQUS, LS-DYNA).
Unikátní editace 3D geometrie, samočinné zpracování a síťování činí z NX nejrychlejší a nejproduktivnější prostředí pro simulace a analýzy dat. Modelování pomocí mid-surface umožňuje ještě rychlejší zpracování a přípravu deskových a tenkostěnných struktur.
Doplňkové prvky 1D a 2D elementů, tak jako převod elementů a vícebodové vazby představují světovou špičku ve 3D modelování. NX6 nabízí kompletní řešení nástrojů pro modelování a síťování u nejsložitějších interdisciplinárních simulací ve vesmírném výzkumu, letectví, obranném průmyslu, spotřebním průmyslu a automobilovém průmyslu.

### Kompozitní materiály
Prvky produktu NX Laminate composites nabízí širokou škálu možností zahrnující modelování pomocí vrstev, zavěšování a vyrovnávání a jejich optimalizaci. Pracovní postup v CAE je přizpůsoben tak, aby podporoval konstrukční a výrobní zvyklosti u kompozitních materiálů. Produkt podporuje užití řešičů NX Nastran, MSC Nastran, ANSYS a ABAQUS.

### Simulation Data Management a Process Integration
NX Advanced Simulation plně a automaticky podporuje novou strukturu správy dat CAE modelů a CAE sestav pod aplikací Teamcenter. Integrace v rámci řešení Teamcenter umožňuje celkovou transformaci procesů a dat vývoje výrobku od obou, COTS a vlastních simulačních nástrojů.

### NX 6 a Nástroje
Mold Design & Integrace do Teamcenter – NX 6 pokračuje v rozšiřování integrace mezi aplikacemi NX Mold Design and Teamcenter s cílem obsáhnout a řídit data a zároveň integrovat konstrukci nástrojů, výrobu a výrobní procesy.
Znovupoužití konstrukce – NX 6 Mold Design nabízí nově možnost konfigurací projektu umožňujících vylepšené přístupy pro spolupráci se zákazníky, současnou práci a též pro asociativní správu konstrukčních dat. V NX6 je možné upravovat orientaci souřadného systému formy a automaticky obnovovat projekt formy bez nutnosti oprav jakýchkoliv dělicích prvků.
Rozložení dílů a dutin – NX 6 dodává konstrukci volnost díky řízení umísťování dílu pomocí skici, rozšířeným interaktivním dialogem pro rozložení a schopností automatického sloučení násobných vložek do jedné desky.
Dělení formy (Parting & Core / Cavity Split) – NX 6 pokračuje ve zjednodušení postupů dělení formy, a to možností vytažení násobných dělicích rovin pro pevnou část, pohyblivou část a šoupátka. Dělení je rychle zadáno za použití vylepšených metod definice oblastí a vodících křivek. Tato rozšíření mohou při konstrukci uspořit až 25 % času.
Concept design – Společnostem, které potřebují rychlé zhotovení návrhu formy jako podkladu, poslouží velmi dobře nástroj Concept design. Tento nástroj je určen pro rychlou konstrukci rámu formy a komponent formy, stejně jako abstraktních geometrií, které mohou být později vypracovány do detailní podoby. Nástroj Concept Design pracuje se zjednodušenými daty a neobsahuje jednotlivé díly pro rám a další komponenty.
Ověření konstrukce nástroje (Tool Design Validation) – ověření rámcového designu nástroje je velmi důležité již na počátku jeho tvorby, umožňuje NX6 konstruktérům spustit předdefinované kontroly a analýzy, které reprezentují velice silný nástroj pro kontrolu vůlí.
Kusovník – Kusovník je ve verzi NX6 přizpůsobivější, jelikož jeho řádkování není omezeno a je možné do něj zadat jakkoliv dlouhý řetězec. Je rychle konfigurovatelný za použití pravého tlačítka myši a současně upravuje výšku písma pro různé komponenty.

### NX CAM
Obrábění řízené PMI – Systém NX6 čte informace PMI (Product and manufacturing information) obsažené přímo v modelu a získaná data používá k řízení tvorby NC programu v rámci NX CAM. Je to jeden z prvních příkladů, kdy bylo pro automatizaci procesu použito standardů založených na PMI odkazech modelu. Toto řešení je úzce svázáno s rozšířením možností obrábění založeného na prvcích. PMI data, jako jsou rozměry, tolerance a drsnosti povrchů, jsou použity jako vstup pro výběr operací v rámci prvků.
Obrábění řízené prvky (knowledge driven feature machining) – do NX CAM byla začleněna technologie ze specializovaného systému Tecnomatix Line Planner, která rozšířila možnosti rozpoznávání prvků a poskytuje daleko výkonnější, databázově založenou technologii pro tvorbu procesu obrábění každého prvku.
Tím výrazně vzrostla schopnost rozpoznání prvků a tak mohou být rozeznány díry tvořené v několika krocích, obsahující zkosení a rádie, plochy přídavků, drážky i kapsy.
Tento způsob generuje sekvenci operací obrábění tak, že z databáze přiřazuje každému z rozpoznaných prvků nejbližší obráběcí operaci. Tak, jak aplikace generuje každou následnou operaci, porovnává její databázové hodnoty s relevantními PMI daty, jako jsou drsnosti nebo tolerance a pakliže jsou výsledky operace dostačující, je operace zařazena do postupu.
Nový systém řízení pomocí prvků eliminuje duplikace obráběcích operací skrze celou množinu prvků, která může pokrýt tisíce obměn. Postup tvorby bloků, které mohou v databázi existovat pouze jedenkrát a mohou být upřednostňovány, je oproti tradičním FBM systémům velmi jednoduchý a není k němu potřeba znalostí programování.
Zavedení technologie založené na prvcích může při využití implementovaných prvků uspořit až 90 % času programování. Snazší postup jejich implementace přináší tuto výhodu rychleji. Nový systém je též daleko jednodušší na údržbu a umožňuje neustálé dolaďování a optimalizaci preferovaných obráběcích strategií a nástrojového vybavení.
Streamline dráha nástroje – NX 6 představuje nové schopnosti dráhy nástroje (poprvé v NX5). Dráha nástroje nazývaná Streamline je navržena převážně pro dokončovací operace vysokorychlostního obrábění. Umožňuje NC programátorovi definovat obráběcí strategii, ve které je přizpůsobena řezná dráha a její profil tvaru součásti. Na rozdíl od ostatních systémů nemusí programátor konstruovat novou geometrii nebo opravovat špatně vymodelované případně přesunuté povrchy. Dráha Streamline nabízí vysoký stupeň flexibility při práci s jakýmkoliv modelem.
Dráha nástroje Streamline je v NX 6 velmi účinná spolu s 5osým obráběním. Stává se všestranným nástrojem pro jakýkoliv specifikovaný povrch. Dráha Streamline nastavuje jak posuv řezu, tak natočení nástroje pro dosažení hladkých přesunů z jednoho konce obráběné oblasti na druhý.
Synchronizovaná distribuce bodů – Operace Streamline a ostatní 3osé operace frézování dosahují nové úrovně hladké interpolace zavedením sjednocení distribuce bodů mezi jednotlivými dráhami nástroje. Bez ohledu na to, jaká interpolace je zvolena, zachováním jednotné distribuce bodů přes mnoho drah je dosaženo té nejlepší možné kvality povrchu.